# Hierokles z Aleksandrii
Hierokles z Aleksandrii – grecki filozof neoplatoński, reprezentant szkoły aleksandryjskiej.

## Życie
Hierokles pochodził z Aleksandrii. W Atenach uczył się u założyciela ateńskiej szkoły filozoficznej Plutarcha Młodszego, zmarłego w roku 431/432. Potem w Konstantynopolu bronił odważnie przed sądem kościelnym swoich poglądów religijnych. Damaskios pisze:
„Poszedł do Bizancjum i tam zderzył się z rządzącymi. Postawiony przed sądem, został pobity przez ludzi. Zbroczony własną krwią, zamoczył w niej swoją dłoń i pokropił sędziego, mówiąc: Pij, Cyklopie! Po mięsie ludzkim wino służy!”
Cytując Odyseję (9.347), Herokles zakpił z chrześcijańskiej eucharystii. 

## Twórczość
Zachował się po nim obszerny komentarz do tak zwanych Złotych wierszy Pitagorasa (Komentarz do świętego poematu) oraz wyciągi z pisma pod długim tytułem O opatrzności i przeznaczeniu, i o stosunku tego, co jest w naszej mocy, do boskiego kierownictwa. Hierokles napisał tę rozprawę dla pocieszenia polityka Olimpiodora po śmierci adoptowanego syna, a zarazem w celu pogodzenia dwóch szkół filozofii neoplatońskiej.

## Poglądy
W sporze między nowoplatonikami ze szkoły ateńskiej, która zaostrzyła sprzeczności między Platonem i Arystotelesem na korzyść tego pierwszego, a neoplatonikami aleksandryjskimi, którzy je łagodzili, Hierokles starał się godzić naukę obu mistrzów. Umiał też pogodzić wolność woli z koniecznością w ten sposób, że przyznając człowiekowi wolną, wolę czynił wynikające z niej czyny zależnymi od zewnętrznej konieczności, kierowanej pedagogicznie przez Opatrzność. Jego filozofia nie wyklucza wpływów chrześcijańskich. Przeznaczenie (Εἱμαρμένη) w jego koncepcji nie ma charakteru deterministycznego, lecz jest skutkiem wolnych czynów człowieka, a modlitwa błagalna i opatrznościowa, nie wykluczają się wzajemnie. Na wpływy chrześcijańskie wskazują też przekonania Hieroklesa, że Bóg wspomaga ludzi na drodze do zbawienia i że wolność jest darem Boga.
Hierokles rezygnuje z plotyńskiej hierarchii bytów, którą rozwinęli Jamblich i Proklos. Zakłada istnienie jednego tylko ponadziemskiego bytu, Demiurga. Twierdzi, że stworzył on świat z niczego, choć odrzuca chrześcijańską koncepcję stworzenia w czasie.